# Kostanjevec Podvrški
 Kostanjevec Podvrški  falu Horvátországban Zágráb megyében. Közigazgatásilag Szamoborhoz tartozik.

## Fekvése
Zágrábtól 30 km-re nyugatra, községközpontjától 10 km-re északnyugatra a szlovén határ mellett fekszik.

## Története
1857-ben 172, 1910-ben 123 lakosa volt. Trianon előtt Zágráb vármegye Szamobori járásához tartozott. 2011-ben 89 lakosa volt. 

## Lakosság
| Lakosság változása | Lakosság változása | Lakosság változása | Lakosság változása | Lakosság változása | Lakosság változása | Lakosság változása | Lakosság változása | Lakosság változása | Lakosság változása | Lakosság változása | Lakosság változása | Lakosság változása | Lakosság változása | Lakosság változása | Lakosság változása |
| ------------------ | ------------------ | ------------------ | ------------------ | ------------------ | ------------------ | ------------------ | ------------------ | ------------------ | ------------------ | ------------------ | ------------------ | ------------------ | ------------------ | ------------------ | ------------------ |
| 1857               | 1869               | 1880               | 1890               | 1900               | 1910               | 1921               | 1931               | 1948               | 1953               | 1961               | 1971               | 1981               | 1991               | 2001               | 2011               |
| 172                | 146                | 231                | 213                | 274                | 123                | 92                 | 123                | 149                | 132                | 129                | 110                | 109                | 92                 | 88                 | 89                 |